# Detlef Kleindiek
Detlef Kleindiek (* 1956) ist ein deutscher Rechtswissenschaftler.

## Leben
Er studierte Rechtswissenschaft in Marburg und Bonn (1983 zweite juristische Staatsprüfung). Nach Tätigkeit in der anwaltlichen Praxis und der Promotion 1990 war er von 1990 bis 1996 wissenschaftlicher Assistent am Institut für deutsches und europäisches Gesellschafts- und Wirtschaftsrecht der Universität Heidelberg. Nach der Habilitation 1996 erfolgte 1997 die Berufung auf den Lehrstuhl für Bürgerliches Recht, Handelsrecht, deutsches und europäisches Wirtschaftsrecht der Universität Bielefeld. Er ist Mitglied des Vorstands des Instituts für deutsches, europäisches und internationales Wirtschaftsrecht und war Dekan der Fakultät für Rechtswissenschaft 2003–2005.
Seine Forschungsschwerpunkte sind Gesellschaftsrecht, Insolvenzrecht und Bilanzrecht.

## Schriften (Auswahl)
- Strukturvielfalt im Personengesellschafts-Konzern. Rechtsformspezifische und rechtsformübergreifende Aspekte des Konzernrechts. Berlin 1991, ISBN 3-452-22084-2.
- Deliktshaftung und juristische Person. Zugleich zur Eigenhaftung von Unternehmensleitern. Tübingen 1997, ISBN 3-16-146783-3.
- mit Wulf Goette: Gesellschafterfinanzierung nach MoMiG und das Eigenkapitalersatzrecht in der Praxis. Köln 2010, ISBN 978-3-8145-4317-8.
- als Herausgeber mit Bernd Erle, Wulf Goette, Gerd Krieger, Hans-Joachim Priester, Christian Schubel, Martin Friedrich Schwab, Christoph Teichmann und Carl-Heinz Witt: Festschrift für Peter Hommelhoff zum 70. Geburtstag. Köln 2012, ISBN  978-3-504-06220-0.